# 4450 Пан
4450 Пан (енгл. 4450 Pan) је Аполо астероид чија средња удаљеност од Сунца износи 1,442 астрономских јединица (АЈ).
Апсолутна магнитуда астероида је 17,2.